# Omar Sahnoun
Pour les articles homonymes, voir Sahnoun.
Omar Sahnoun est un footballeur français, né le 18 août 1955 à Guerrouma (Algérie), mort le 21 avril 1980 à Bordeaux (France).

## Biographie
Né en Algérie au temps de la colonisation française et fils d'un harki, Omar Sahnoun grandit à Beauvais où sa famille s'est installée en 1962. Formé par l'AS Beauvais, il se révèle au FC Nantes. La technique de ce joueur polyvalent, qui peut jouer à tous les postes au milieu du terrain voire en défense, lui ouvre les portes de l'équipe de France. Il jouera six matchs internationaux, entre février 1977 et mai 1978.  
Il ne participe cependant pas à la Coupe du monde 1978, car il est victime d'une crise cardiaque lors d'un entraînement en août 1977, et doit mettre sa carrière de sportif de haut niveau entre parenthèses. Déclaré apte au printemps 1978, il est testé lors d'un dernier match amical avec la France en mai. Mais le sélectionneur Michel Hidalgo ne fera plus appel à lui.  
En 1979, il participe à la première victoire de Nantes en Coupe de France contre l’AJ Auxerre. Puis il est recruté à l'intersaison par les Girondins de Bordeaux dans le cadre d'une politique ambitieuse mise en place par le président du club Claude Bez. Il évolue dans une équipe où il côtoie d'autres internationaux tels Bernard Lacombe ou Albert Gemmrich et dont l'objectif est de rivaliser avec les grands clubs français du moment tels que Nantes, Saint-Étienne et Strasbourg.
Il succombe à une crise cardiaque au cours d'une séance d'entraînement en avril 1980 avec son club,. 
Son fils posthume, Nicolas Sahnoun, également footballeur, a notamment évolué aux Girondins de Bordeaux.

## Carrière
- 1972-1979 :  FC Nantes
- 1979-1980 :  Girondins de Bordeaux[4]

## Palmarès

### En club
- Champion de France en 1973 et 1977 avec le FC Nantes
- Vainqueur de la Coupe de France en 1979 avec le FC Nantes
- Vainqueur de la Coupe Gambardella en 1974 avec le FC Nantes
- Champion de France de Division 3 en 1974 avec la réserve du FC Nantes

### En sélection
- Médaille d'argent aux Jeux Méditerranéens de 1975 avec les Espoirs